# Birnara lineosa
Birnara lineosa är en fjärilsart som beskrevs av Walker 1865. Birnara lineosa ingår i släktet Birnara och familjen tofsspinnare. Inga underarter finns listade i Catalogue of Life.